# Odgrobadogroba - Di tomba in tomba
Odgrobadogroba - Di tomba in tomba (Odgrobadogroba) è un film del 2005 diretto da Jan Cvitkovič.

## Distribuzione
Il film è stato distribuito in italia da Sap11.

## Riconoscimenti
- Miglior film al Torino Film Festival